# Roger Schutz
Roger Louis Schütz-Marsauche, més conegut com a Germà Roger o Frère Roger, (Provence, Suïssa 1915 - Taizé, França 2005) fou un teòleg suís fundador i prior de la Comunitat de Taizé, defensava l'ecumenisme (unitat dels cristians protestants, catòlics i ortodoxos), i promovia reforçar el sentiment religiós dels joves.

## Biografia
Va nàixer el 12 de maig de 1915 a la ciutat de Provence, població situada al cantó de Vaud, en una família protestant. Entre 1937 i 1940 va estudiar teologia protestant a la Universitat de Lausana. El germà Roger va morir el 16 d'agost de 2005 després de ser apunyalat per Luminiţa Ruxandra Solcan, una dona romanesa, durant l'oració vespertina a l'església de la Reconciliació de Taizé. El 23 d'agost d'aquell any se celebraren els funerals, on hi foren presents el president d'Alemanya Horst Köhler entre altres personalitats internacionals. Va fer la seva última estada a Catalunya (concretament a Barcelona) l'any 2000, arran de les Trobades Internacionals de la Comunitat de Taizé. El successor del germà Roger com a prior de la Comunitat de Taizé fou Alois Löser, conegut com a germà Alois, escollit pel fundador 8 anys abans de la seva mort.

## Establiment a Taizé
El 20 d'agost de 1940, després de la derrota de l'exèrcit francès i l'ocupació de part de França per l'exèrcit alemany, es va establir a la població de Taizé, situada prop de Mâcon (Borgonya), on viure fins a la seva mort. El 1942 a conseqüència de la Segona Guerra Mundial es va refugiar a Suïssa, ja que va témer la persecució de la Gestapo per haver amagat en el seu domicili diversos opositors a l'ocupació alemanya de França, així com a ciutadans jueus. Després de l'alliberament de Borgonya de l'ocupació nazi l'any 1944 va retornar a Taizé amb 3 companys i es va ocupar allí d'orfes de guerra, però també de presoners de guerra, el que li va cobrar el recel dels veïns. El 1949, 7 homes d'aquest cercle -entre ells Roger Schütz com a prior- es van comprometre a la vida en celibat i van fer vots de pobresa, establint així la Comunitat de Taizé. Aquesta comunitat ecumènica avui en dia està integrada per més de 100 germans protestants i catòlics provinents de 25 països, que viuen només del seu treball (terrisseria, edició de llibres religiosos) i no accepten donacions. La profunda espiritualitat i la vida conseqüent de Roger Schütz i els altres germans de la congregació sempre ha atret a Taizé molts joves de nombrosos països. Una de les majors preocupacions del germà Roger fou la reconciliació dels cristians. Des de l'agost de 1971 existeix un representant permanent de la comunitat a Roma.

## Premis i reconeixements
Va guanyar el Premi de la Pau del Comerç Llibreter Alemany. L'any 1988 el premi UNESCO de l'educació a favor de la pau, i el 1989 fou guardonat amb el Premi Internacional Carlemany, concedit a la ciutat d'Aquisgrà, en reconeixement dels seus esforços per aconseguir la unitat dels europeus.

## Obra publicada
- 1944: Introduction a la Vie Communautaire
- 1953: La Regle de Taize
- 1958: Vivre l'Aujourd'hui de Dieu
- 1962: L'unité, espérance de vie
- 1965: Dynamique du provisoire
- 1968: Violence des pacifiques
- 1971: Ta fête soit sans fin
- 1973: Lutte et contemplation
- 1976: Vivre l'inespéré
- 1979: Etonnement d'un amour
- 1980: Les Sources de Taizé
- 1982: Fleurissent tes déserts
- 1985: Passion d'une attente
- 1988: Son amour est un feu
- 1989: Marie, Mère des Réconciliations, escrit conjuntament amb la Mare Teresa de Calcuta
- 1992: La prière, fraîcheur d'une source, escrit conjuntament amb la Mare Teresa de Calcuta
- 1995: En tout la paix du cœur
- 2001: Dieu ne peut qu'aimer
- 2005: Pressens-tu un bonheur